# The Melodians
The Melodians var en jamaicansk vokal trio bildad 1963. Medlemmar i gruppen var Tony Brevett, Brent Dowe och Trevor McNaughton.
Melodians var en av de största grupperna på Jamaica inom rocksteady. De hade en kort internationell popularitet 1969 då de släppte singlarna "Sweet Sensation" och "Rivers of Babylon". Den sistnämnda är deras kändaste låt och finns även med på soundtracket till filmen The Harder They Come. Gruppen upplöstes 1973 efter att Dowe lämnat för att inleda en solokarriär.

## Diskografi
Album
- Rivers Of Babylon (Trojan, 1970)
- Sweet Sensation (Trojan, 1976)
- Sweet Sensation: The Original Reggae Hit Sound (Island, 1980)
- Irie Feelings (Ras, 1983)
- Premeditation (Skynote, 1986)

Samlingsalbum
- Swing And Dine (Heartbeat, 1993)
- Rivers Of Babylon (Trojan, 1997)
- Sweet Sensation: The Best Of The Melodians (Trojan, 2003)